# Tanktas

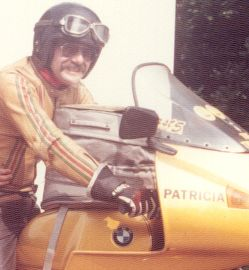
Tanktas op een motorfiets

Een tanktas is een tas die met behulp van riemen of magneten op de tank van een motorfiets wordt gemonteerd.
De meeste tanktassen zijn middels ritsen te vergroten of te verkleinen en hoeven bij het tanken niet geheel te worden gedemonteerd. Meestal zit er boven op de tas een plastic hoes waar een landkaart of routebeschrijving in kan worden gestoken.
Tanktassen kunnen enkele problemen opleveren: enerzijds kan de beluchting van de tankdop worden geblokkeerd, waardoor een vacuüm ontstaat en de motor geen benzine meer krijgt, anderzijds kan de stuuruitslag erdoor worden beperkt. Dit kan er toe leiden dat bij het draaien van het stuur de claxon of de startknop wordt ingedrukt.